# Хоменко, Олег Сергеевич
Олег Сергеевич Хоменко (укр. Олег Сергійович Хоменко; род. 24 октября 1972), позывной Апис (Апіс), — украинский военный, подполковник, участник российской-украинской войны, в том числе обороны «Азовстали», Герой Украины (2022).

## Биография
Родился 24 октября 1972 года. Жил в городе Красный Луч Луганской области и пгт Макаров Киевской области, работал в шиномонтажной мастерской и в правоохранительных органах, занимался предпринимательской деятельностью.
Участвовал в акциях Евромайдана. Вступил в полк «Азов» и отправился добровольцем на войну на Донбассе.
В 2022 году участвовал в обороне Украины от российского вторжения. Участвовал в обороне Мариуполя в качестве командира комендантской роты, непосредственно осуществлял командование обороной «Азовстали». В мае 2022 года вместе с остальным защитниками «Азовстали» сдался в плен.
В рамках обмена пленными 21 сентября 2022 года вместе с Денисом Прокопенко, Сергеем Волынским, Святославом Паламаром и Денисом Шлегой был отправлен в Турцию. В июле 2023 года был возвращён в Украину.

## Награды
- Звание Герой Украины с вручением ордена «Золотая Звезда» (1 октября 2022) — «за личное мужество и героизм, проявленные при защите государственного суверенитета и территориальной целостности Украины, самоотверженное служение украинскому народу, верность военной присяге»[4].
- Орден Данилы Галицкого (28 июля 2022) — «за личное мужество и самоотверженные действия, проявленные при защите государственного суверенитета и территориальной целостности Украины, верность военной присяге»[5].
- Медаль «За военную службу Украине» (13 марта 2019) — «за личное мужество, проявленное при защите государственного суверенитета и территориальной целостности Украины, самоотверженное служение украинскому народу»[6].